# 놀이공원 박물관

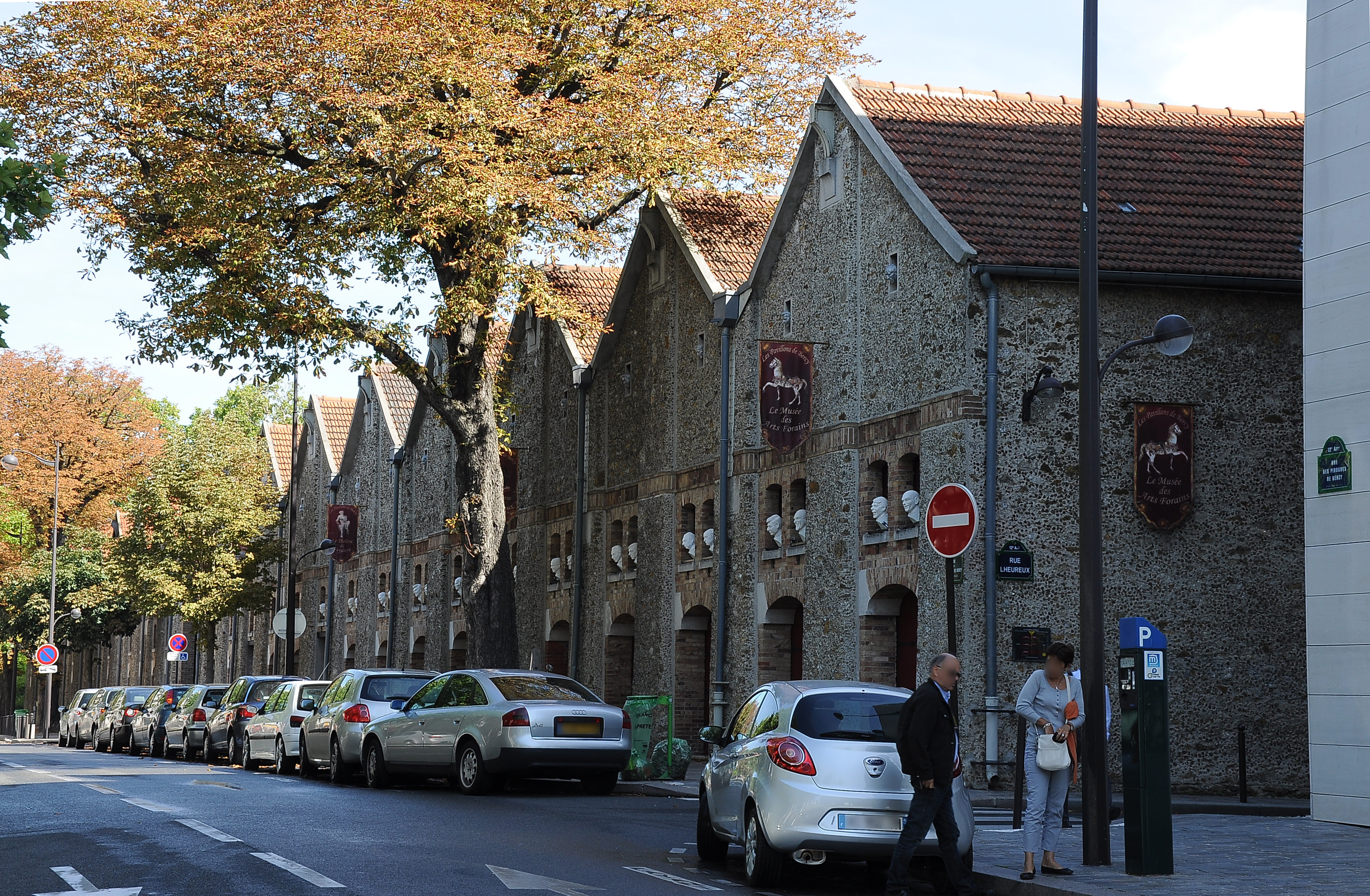
놀이공원 박물관

놀이공원 박물관(프랑스어: Musée des Arts forains)은 프랑스 파리 12구에 위치한 박물관이다. 19세기와 20세기 초의 놀이기구들을 전시하였다. 1996년 개관하였으며, 장 폴 파방이 포도주 창고로 쓰던 곳을 박물관으로 개조했다.